# Euphorbia dussii
Euphorbia dussii es una especie fanerógama perteneciente a la familia de las euforbiáceas.  Es originaria de las Antillas Menores.

## Taxonomía
Euphorbia dussii fue descrita por Krug & Urb. ex Duss y publicado en Annales de l'Institut Botanico-Géologique Colonial de Marseille 3: 44. 1896[1897].
Etimología
Euphorbia: nombre genérico que deriva del médico griego del rey Juba II de Mauritania (52 a 50 a. C. - 23), Euphorbus, en su honor – o en alusión a su gran vientre –  ya que usaba médicamente Euphorbia resinifera. En 1753 Carlos Linneo asignó el nombre a todo el género.
 dussii: epíteto otorgado en honor del botánico suizo Antoine Duss (1840-1924) quién recolectó plantas en las Indias Occidentales, autor de Flore phanerogamique des Antilles francaises.
Sinopnimia
- Euphorbiodendron dussii (Krug & Urb. ex Duss) Millsp.	[5][1]